# Quiévrain
Quiévrain (pcd. i wa. Kievrin) – miejscowość i gmina w południowej Belgii, w Regionie Walońskim, w prowincji Hainaut, w okręgu Mons. Według Dyrekcji Generalnej Instytucji i Ludności, 1 stycznia 2024 roku gmina liczyła 6865 mieszkańców.

## Podział administracyjny
W skład gminy wchodzą dwie dzielnice (section):
- Audregnies
- Baisieux

## Osoby

### urodzone w Quiévrain
- Jean-Claude Derudder (1943), belgijski komik i pisarz komiksowy